# Klaus Wallmann
Klaus Wallmann (* 1960 in Wolfsburg in Deutschland) ist ein deutscher Chemiker, Ingenieur und Hochschullehrer.

## Wissenschaftliche Laufbahn
Klaus Wallmann schloss sein Studium der Chemie 1986 mit dem Diplom an der Philipps-Universität Marburg ab. 1990 wurde ihm die Doktorwürde der Ingenieurwissenschaften an der TU Hamburg-Harburg verliehen. Seine Zeit als Postdoc verbrachte er zunächst von 1990 bis 1992 am GKSS-Forschungszentrum Geesthacht und dann von 1992 bis 1993 an der Graduiertenschule der Universität Bremen. Zwischen 1993 und 2005 war er Wissenschaftler am IFM-GEOMAR, heute GEOMAR Helmholtz-Zentrum für Ozeanforschung. Er erhielt seine Habilitation im Fachbereich Geologie 1999 an der Christian-Albrechts-Universität zu Kiel. Seit 2005 ist er Professor an der Christian-Albrechts-Universität zu Kiel und Leiter der Forschungsabteilung Marine Geosysteme am GEOMAR.
2007 erhielt er den Wissenschaftspreis der Stadt Kiel.

## Positionen
- 2001–2004 Stellvertretender Sprecher des SFB 574
- 2002 Leitender Wissenschaftler der METEOR Expedition M54/2
- 2005–2006 Mitglied des Lenkungsausschusses des SFB 574
- 2005–2007 Sprecher des Exzellenzclusters Ozean der Zukunft
- seit 2008 Unterprojektleiter des SFB 754 A7 und B1[1]

## Forschungsinteressen
Klaus Wallmann interessiert sich für den Stoffumsatz an kalten Quellen und Schlammvulkanen am Meeresboden, die Entstehung von Gashydraten, den mikrobiellen Abbau organischer Substanzen in Oberflächensedimenten und die Rückführung von Nährstoffen aus den Sedimenten in den Ozean. Des Weiteren wertet er die in marinen Karbonaten und Evaporiten aufgezeichneten Isotopentrends aus, um die langfristige geochemische Evolution der Ozeane und der Atmosphäre zu rekonstruieren und mit Hilfe numerischer Modelle zu simulieren.

## Ausgewählte Publikationen
- H. Vollstaedt, A. Eisenhauer, K. Wallmann, F. Böhm, J. Fietzke, V. Liebetrau, A. Krabbenhöft, J. Farkaš, A. Tomašových, J. Raddatz, J. Veizer: The Phanerozoic δ88/86Sr Record of Seawater: New Constraints on Past Changes in Oceanic Carbonate Fluxes. In: Geochimica et Cosmochimica Acta. Band 128, 1. März 2014, S. 249–265. doi:10.1016/j.gca.2013.10.006.
- A. W. Dale, S. Sommer, M. Haeckel, K. Wallmann, P. Linke, G. Wegener, O. Pfannkuche: Pathways and regulation of carbon, sulfur and energy transfer in marine sediments overlying methane gas hydrates on the Opouawe Bank (New Zealand). In: Geochimica et Cosmochimica Acta. Band 74, 2010, S. 5763–5784. doi:10.1016/j.gca.2010.06.038.
- K. Wallmann, E. Suess, G. Winckler, M. Cita, G. K. Westbrook und MEDRIFF Consortium: Salty brines on the Mediterranean sea floor. In: Nature. Band 387, 1997, S. 31–32.[1]